# Morne Langevin
Le morne Langevin est un sommet montagneux de l'île de La Réunion, département d'outre-mer français dans l'océan Indien. Situé sur le territoire communal de Saint-Joseph, il culmine à 2 380 mètres d'altitude le long de la falaise qui place la plaine des Remparts en surplomb des sources de la rivière Langevin, un fleuve du massif du Piton de la Fournaise s'écoulant depuis le nord jusqu'au Sud sauvage. On l'atteint par un sentier de randonnée qui longe le rempart des Sables depuis le col de montagne appelé pas des Sables.